# سهره لیمویی
سهره لیمویی (نام علمی: Carduelis citrinella) نام یک گونه از زیرخانواده سهره‌های دانه‌خوار است. این گونه در کوهستان آلپ واقع در جنوب غربی اروپا زندگی می‌کند. بیشتر این پرنده در جنگل سیاه واقع در آلمان زادآوری دارد.